# Menemerus animatus
Menemerus animatus é uma espécie de aranha da família Salticidae e do gênero Menemerus [en], encontrada na região da bacia do Mediterrâneo e na região afro-tropical. A espécie foi descrita pela primeira vez em 1876 por Octavius Pickard-Cambridge, com base em um exemplar do Egito. Posteriormente, foi registrada em diversos países, de Argélia à Grécia e de Senegal ao Iêmen. A aranha prefere ambientes arenosos.
De tamanho médio, possui uma carapaça com 2,1 a 2,9 mm de comprimento e um opistossoma com 2,2 a 4,7 mm. A fêmea é maior que o macho. A carapaça é marrom-escura com um padrão triangular característico. O opistossoma é claro, com uma faixa marrom estreita no centro. As fieiras e as pernas são amarelas. O macho tem um bulbo palpal [en] curto, sem o condutor secundário presente em outras espécies, e uma apófise reta na tíbia do pedipalpo. A fêmea apresenta aberturas copulatórias muito estreitas, em forma de fissura, e glândulas acessórias à frente dessas aberturas.
Menemerus animatus é muito semelhante à Menemerus davidi [en], diferenciando-se por detalhes como uma margem branca na parte inferior da carapaça. Comparada à Menemerus semilimbatus [en], destaca-se pelos espinhos longos nas pernas. Fora isso, é difícil diferenciá-la de outras espécies do gênero sem analisar os órgãos copulatórios.

## Taxonomia
Menemerus animatus é uma espécie de aranha-saltadora descrita por Octavius Pickard-Cambridge em 1876, com base em um exemplar do Egito. Ele a classificou no gênero Menemerus, circunscrito por Eugène Simon em 1868, que inclui mais de 60 espécies. O nome da espécie deriva de uma palavra em latim que significa "animado" ou "corajoso". O nome do gênero vem de duas palavras em grego que significam "certamente" e "diurno".
Análises filogenéticas indicam que o gênero é próximo de Helvetia e Phintella [en]. Também compartilha características com os gêneros Hypaeus [en] e Pellenes [en]. Pertence à tribo Heliophaninae, renomeada como Chrysillini [en] por Wayne Maddison [en] em 2015. Os membros desta tribo são monofiléticos e estão presentes em quase todos os continentes. A tribo é alocada ao subclado Saltafresia, no clado Salticoida [en]. Em 2016, Jerzy Prószyński [en] criou o grupo Menemerines, baseado no gênero, que inclui principalmente espécies de Menemerus, além de exemplos de Kima [en] e Leptorchestes [en].

## Descrição
Menemerus animatus é uma aranha de tamanho médio com características físicas distintas. O corpo é dividido em duas partes principais: o cefalotórax, longo e largo, e o opistossoma, mais estreito e oval. Nos machos, a carapaça, parte superior dura do cefalotórax, mede de 2,1 a 2,8 mm de comprimento e de 1,5 a 2,1 mm de largura. É marrom-escura, com um padrão triangular de pelos brancos, enquanto o restante é coberto por pelos cinza-esbranquiçados, incluindo a área ao redor dos olhos, que é mais escura. A face, ou clípeo, é adornada com pelos brancos curtos.
As peças bucais, compostas por quelíceras marrons e lábio e maxilas marrom-claros, contrastam com o esterno amarelo, a parte inferior do cefalotórax. O opistossoma, com 2,2 a 3,6 mm de comprimento e 1,4 a 1,9 mm de largura, é predominantemente claro, com uma faixa marrom estreita no centro, coberto por pelos claros densos, cerdas marrons e pequenas manchas prateadas. Sua parte inferior tem tom amarelado. As fieiras e as pernas são amarelas, com pelos e espinhos marrons. Os pedipalpos, órgãos sensoriais próximos à boca, são marrons com pelos brancos visíveis no fêmur palpal.
Uma característica marcante do macho de Menemerus animatus é seu bulbo palpal, parte do sistema reprodutor. Esta espécie não possui o condutor secundário, apêndice que acompanha o bulbo palpal em outras espécies do gênero. Também apresenta uma única apófise tibial pequena e reta. Espécimes da Argélia, Egito e Arábia Saudita mostram variações nessa estrutura: na Argélia, as apófises tibiais são mais curtas e triangulares; na Arábia Saudita, a apófise tibial é mais longa, e o bulbo palpal termina em uma curva suave.
A fêmea é maior que o macho, com uma carapaça de 2,5 a 2,9 mm de comprimento e 1,9 a 2,1 mm de largura, e um opistossoma de 3,0 a 4,7 mm de comprimento e 2,1 a 3,2 mm de largura. É semelhante ao macho, com diferenças superficiais. A carapaça é peluda, com mais pelos cinza-claros visíveis. Os pelos brancos no clípeo são mais evidentes. As fieiras têm uma margem marrom-clara, mas são amarelas como no macho. As pernas também são amarelas, algumas com anéis marrons. O epígino é relativamente pequeno e simples, com aberturas copulatórias lado a lado no centro. Essas aberturas têm entradas fissuradas, características da espécie. Há alguma esclerotização [en], mas menos que em outras espécies, e grandes cavidades de entrada onde o macho deposita esperma durante a cópula. Internamente, há glândulas acessórias à frente das aberturas copulatórias.

## Espécies semelhantes
As aranhas do gênero Menemerus são muito semelhantes e difíceis de distinguir. Menemerus animatus não é exceção, sendo particularmente semelhante à Menemerus davidi [en]. Externamente, são muito difíceis de diferenciar, mas M. animatus tem uma margem branca na parte inferior da carapaça, um padrão triangular mais distinto na parte superior, pelos mais densos no clípeo e um padrão abdominal mais claro. Também é superficialmente semelhante a Menemerus guttatus [en], Menemerus modestus [en] e Menemerus soldani [en]. A identificação mais precisa é feita pelos órgãos copulatórios. O macho de Menemerus animatus é identificado pelo bulbo palpal único, enquanto a fêmea se destaca pelas entradas fissuradas dos ductos de inseminação, pela morfologia dos órgãos internos, especialmente a disposição das glândulas acessórias, e pelas grandes cavidades de entrada. Para diferenciá-la de Menemerus semilimbatus [en], é necessário observar os espinhos longos nas pernas. O macho pode ser distinguido de Menemerus congoensis pela apófise tibial reta e de Menemerus rubicundus pela apófise tibial dorsal maior e em forma de placa desta última.

## Comportamento
Graças à boa visão, as aranhas do gênero Menemerus são caçadoras predominantemente diurnas. Atacam suas presas com uma abordagem complexa, sendo mais proativas que aranhas tecelãs, utilizando estratégias como emboscada e perseguição a partir de várias direções. Alimentam-se de uma ampla gama de presas, incluindo néctar. Durante o cortejo sexual, realizam exibições e danças complexas. Os machos também exibem comportamentos agressivos entre si, embora lesões sejam raras.

## Distribuição e habitat
As aranhas do gênero Menemerus são encontradas na África, Ásia e até na América Latina. Menemerus animatus vive em uma área que se estende pela bacia do Mediterrâneo até a região afro-tropical. Inicialmente descoberta no norte da África, o holótipo foi encontrado no Baixo Egito. Outros exemplares foram identificados em Gizé em 1904 e no Oásis de Siuá em 1935.
A espécie foi logo observada em outros países, expandindo sua distribuição. Pickard-Cambridge a encontrou em Israel em 1833, e George e Elizabeth Peckham [en] coletaram um exemplar no deserto da Líbia. Outros foram encontrados no sul da Argélia. O primeiro exemplar na Europa foi descrito por Simon em 1884, na Grécia. Foi registrada próximo ao rio Sobat no Sudão em 1914, e posteriormente em Uádi Halfa em 1962 e perto de Cartum em 1967. O primeiro exemplar em Mali foi descoberto em Bandiagara em 1978, seguido por outros em Goundam [en] no ano seguinte. Na Mauritânia, foi encontrada em Nouakchott em 1993. Também foi registrada em Khulays [en], na Arábia Saudita, além de Iraque, Senegal e Iêmen. O primeiro exemplar na Turquia foi encontrado na província de Elaze em 2022.
Menemerus animatus geralmente vive em climas desérticos, muitas vezes perto de corpos d’água, como rios ou uádis. Simon observou que a aranha prefere áreas arenosas a rochosas. Alguns exemplares também habitam jardins e áreas de ocupação humana, como em Timimoun, na Argélia, onde foi vista pela primeira vez em 1989.

### Citações
1. 1 2  World Spider Catalog (2017). «Menemerus animatus Pickard-Cambridge, 1876». World Spider Catalog. 24.5. Bern: Natural History Museum. Consultado em 17 de janeiro de 2024
2. ↑  Mariante & Hill 2020, p. 1.
3. ↑  Fernández-Rubio 2013, p. 128.
4. 1 2  Maddison & Hedin 2003, p. 541.
5. ↑  Maddison 2015, p. 233.
6. ↑  Maddison 2015, p. 231.
7. 1 2  Maddison 2015, p. 278.
8. ↑  Prószyński 2017, p. 116.
9. ↑  Prószyński 1993, p. 36.
10. 1 2 3 4 5  Wesołowska 1999, p. 263.
11. ↑  Wesołowska 1999, p. 261.
12. ↑  Prószyński 2003, pp. 37, 97.
13. ↑  Metzner 1999, p. 144.
14. ↑  Coşar & Danışman 2023, p. 255.
15. ↑  Wesołowska 1999, p. 252.
16. ↑  Prószyński 2003, p. 90.
17. ↑  Wesołowska 1999, p. 294.
18. 1 2  Simon 1885, p. 308.
19. ↑  Lessert 1927, p. 432.
20. ↑  Wesołowska & Haddad 2018, p. 897.
21. ↑  Richman & Jackson 1992, p. 33.
22. ↑  Jackson et al. 2001, p. 27.
23. ↑  Richman & Jackson 1992, p. 34.
24. ↑  Richman & Jackson 1992, p. 35.
25. ↑  Mariante & Hill 2020, p. 3.
26. ↑  Wesołowska 1999, p. 262.
27. ↑  Metzner 1999, p. 143.
28. ↑  Logunov 2004, p. 88.
29. ↑  Wesołowska 1999, pp. 262–263.
30. 1 2  Prószyński 1993, p. 35.
31. ↑  Coşar & Danışman 2023, p. 254.
32. ↑  Simon 1886, p. 345.